# Сен-Поль-де-Леон (кантон)
Сен-Поль-де-Леон (фр. Saint-Pol-de-Léon) — кантон во Франции, находится в регионе Бретань, департамент Финистер. Входит в состав округа Морле.

## История
До 2015 года в состав кантона входили коммуны Иль-де-Ба, Месполь, Плугульм, Плуэнан, Роскоф, Сантек, Сен-Поль-де-Леон и Сибириль.
В результате реформы 2015 года состав кантона был изменен. В него были включены отдельные коммуны упраздненных  кантонов Плузеведе и Плуэскат.

## Состав кантона с 22 марта 2015 года
В состав кантона входят коммуны (население по данным Национального института статистики за 2019 г.):
- Иль-де-Ба (452 чел.)
- Кледер (3 683 чел.)
- Лануарно (1 314 чел.)
- Месполь (943 чел.)
- Плугульм (1 761 чел.)
- Плуневе-Локрист (2 294 чел.)
- Плуэнан (2 535 чел.)
- Плуэскат (3 497 чел.)
- Роскоф (3 489 чел.)
- Сантек (2 393 чел.)
- Сен-Поль-де-Леон (6 709 чел.)
- Сибириль (1 196 чел.)
- Трефлез (973 чел.)
- Трефлауэнан (521 чел.)

## Политика
На президентских выборах 2022 г. жители кантона отдали в 1-м туре Эмманюэлю Макрону 37,3 % голосов против 19,7 % у Марин Ле Пен и 16,3 % у Жана-Люка Меланшона; во 2-м туре в кантоне победил Макрон, получивший 68,6 % голосов. (2017 год. 1 тур: Эмманюэль Макрон – 29,1 %, Франсуа Фийон – 24,2 %, Жан-Люк Меланшон – 16,2 %, Марин Ле Пен – 13,7 %; 2 тур: Макрон – 77,5 %. 2012 год. 1 тур: Николя Саркози — 31,9 %, Франсуа Олланд — 29,5 %, Франсуа Байру — 11,7 %; 2 тур: Олланд — 50,1 %).
С 2015 года кантон в Совете департамента Финистер представляют бывший член совета коммуны Роскоф, президент Совета Маэль де Калан (Maël de Calan) (Разные правые) и мэр коммуны Плуэнан Алин Шевошер (Aline Chevaucher) (Республиканцы).
|                | Кандидаты                      | Партия                   | Первый тур | Первый тур     | Второй тур | Второй тур |
| Кол-во голосов | Кандидаты                      | Партия                   | % голосов  | Кол-во голосов | % голосов  |            |
| -------------- | ------------------------------ | ------------------------ | ---------- | -------------- | ---------- | ---------- |
|                | Маэль де Калан Алин Шевошер    | Правый блок              | 4 902      | 56,13          | 5 731      | 66,06      |
|                | Кристоф Ле Галь Анн-Сесиль Эно | Левый блок               | 1 664      | 19,05          | 2 944      | 33,94      |
|                | Дамьен Ладан Морган Масе       | Европа Экология Зелёные  | 1 174      | 13,44          |            |            |
|                | Марина Веспа Клод Транвуэс     | Национальное объединение | 993        | 11,37          |            |            |

|                | Кандидаты                       | Партия                  | Первый тур | Первый тур     | Второй тур | Второй тур |
| Кол-во голосов | Кандидаты                       | Партия                  | % голосов  | Кол-во голосов | % голосов  |            |
| -------------- | ------------------------------- | ----------------------- | ---------- | -------------- | ---------- | ---------- |
|                | Маэль де Калан Алин Шевошер     | Правый блок             | 5 786      | 47,08          | 6 959      | 59,38      |
|                | Сильвен Вюльпьяни Жак Эдерн     | Социалистическая партия | 4 542      | 36,96          | 4 760      | 40,62      |
|                | Мари-Франс Конар Жан-Поль Энрио | Национальный фронт      | 1 962      | 15,96          |            |            |